# Monastère Santa María la Real de Nájera
Le Monastère Santa Maria la Real de Nájera est une ancienne abbaye bénédictine. Situé sur l'actuelle commune de Nájera, dans la communauté autonome de la Rioja en Espagne, il abrite le panthéon des rois du royaume de Nájera-Pampelune, prédécesseur du royaume de Navarre. Nájera est situé sur la route du Camino de Santiago. Pour ces motifs, la fréquentation du monastère de Santa María la Real était élevée.

## Histoire
En 923, le roi de León, Ordoño II, allié au royaume de Pampelune, conquit la ville de Nájera sur les musulmans. Quelques années plus tôt, en 918, Sanche Ier de Navarre avait nommé son fils García Sánchez roi de Nájera après avoir conquis, avec les Léonais, une bonne partie de La Rioja.

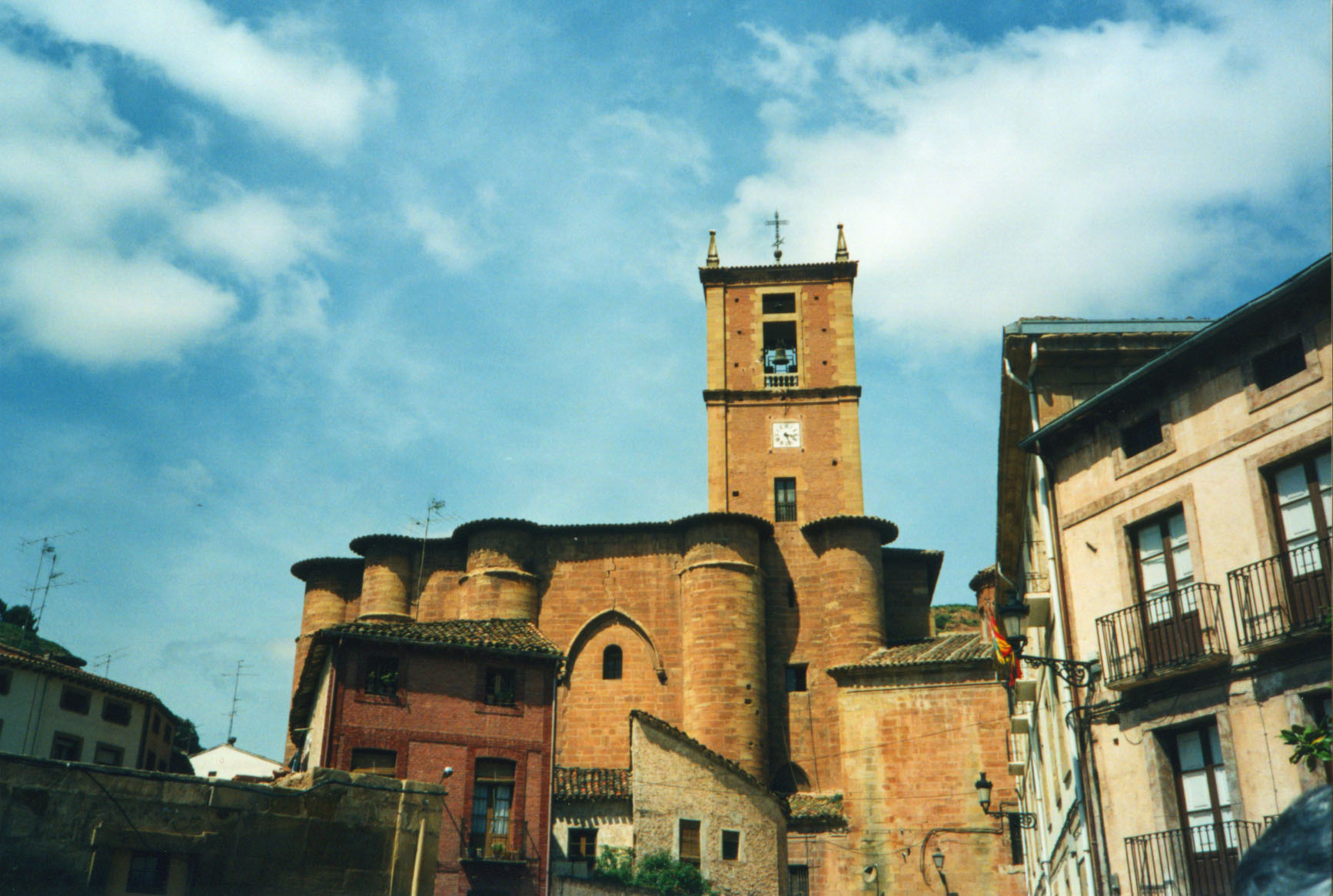
Le monastère Santa Maria la Real de Nájera.

Le monastère a été fondé par le roi García de Nájera et son épouse la reine Estefanía de Foix, fille du Comte de Foix et de Bigorre, à la suite de la découverte d'une image mystérieuse de la Vierge, selon la légende que les moines de Cluny ont transcrit au XVIe siècle. En 1035, García Sánchez III, dit García el de Nájera, monta sur le trône du royaume de Nájera-Pampelune. La légende dit qu'en 1044 le roi Garcia, qui chassait une colombe au faucon, la trouva dans une grotte, en vie et en paix, avec le faucon qui la poursuivait, tous deux en arrêt devant une statue de la Vierge.
De cet ensemble primitif roman de trois nefs, consacré le 29 décembre 1052, il ne reste que des vestiges, l’actuel a été construit entre les années 1422 et 1453, par le prieur Pedro Martínez.
Aux XVe et XVIe siècles, on a complété les diverses parties qui forment le monastère actuel. 
Il a été déclaré monument national par décret royal du 17 octobre 1889.
De nombreuses scènes de la vie de saint Jacques sont représentées sur les stalles du chœur et dans les sculptures du Claustro de los Caballeros (le cloître des chevaliers).

## L’église
Construite vers le milieu du XVe siècle, elle est de belles proportions, avec trois nefs et une croisée du transept, soutenues par dix colonnes. 

Vue de l'extérieur, elle surprend par la sévérité de ses formes, avec un aspect de forteresse, exempte de baies vitrées. Les butées cylindriques du chevet et la croisée du transept sont originales, ainsi que la tour quadrangulaire. Dans la construction de l’église confluent plusieurs styles : gothique flamboyant, Renaissance, plateresque, etc. 

Le Retable datant du début du XVIIIe siècle, de style baroque, en remplace un précédent attribué à l'école flamande, actuellement au Musée d'Anvers. Dans le centre apparaît l'image assise de Santa María La Real, soutenant l'Enfant sur son genou gauche. Il s'agit d'une sculpture polychrome préromane de type byzantin. 

À gauche de l'autel, on trouve le tombeau des ducs de Nájera, en marbre foncé et de style Renaissance. Il a été construit par le premier duc de Nájera, Pedro Manrique de Lara, y reposent plusieurs membres de sa famille. 

Dans la chapelle de droite se trouve la tombe de Blanche de Navarre, petite-fille du Cid et mère Alphonse VIII de Castille. On conserve seulement le dessus de l'ancien sarcophage, qui sans doute constitue un des plus beaux ensembles romans du XIIe siècle.

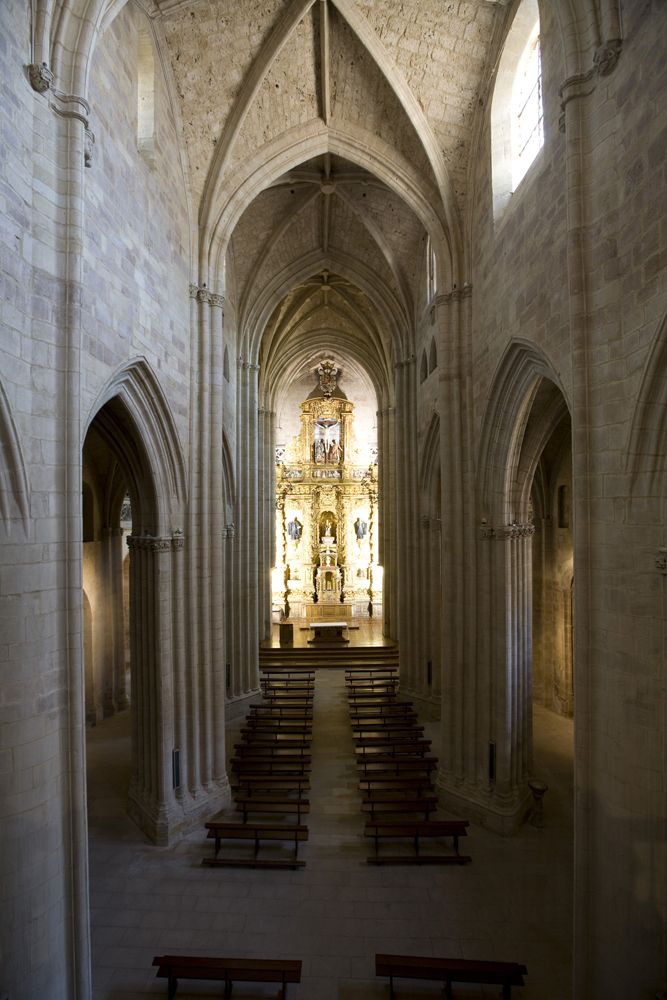
La nef.
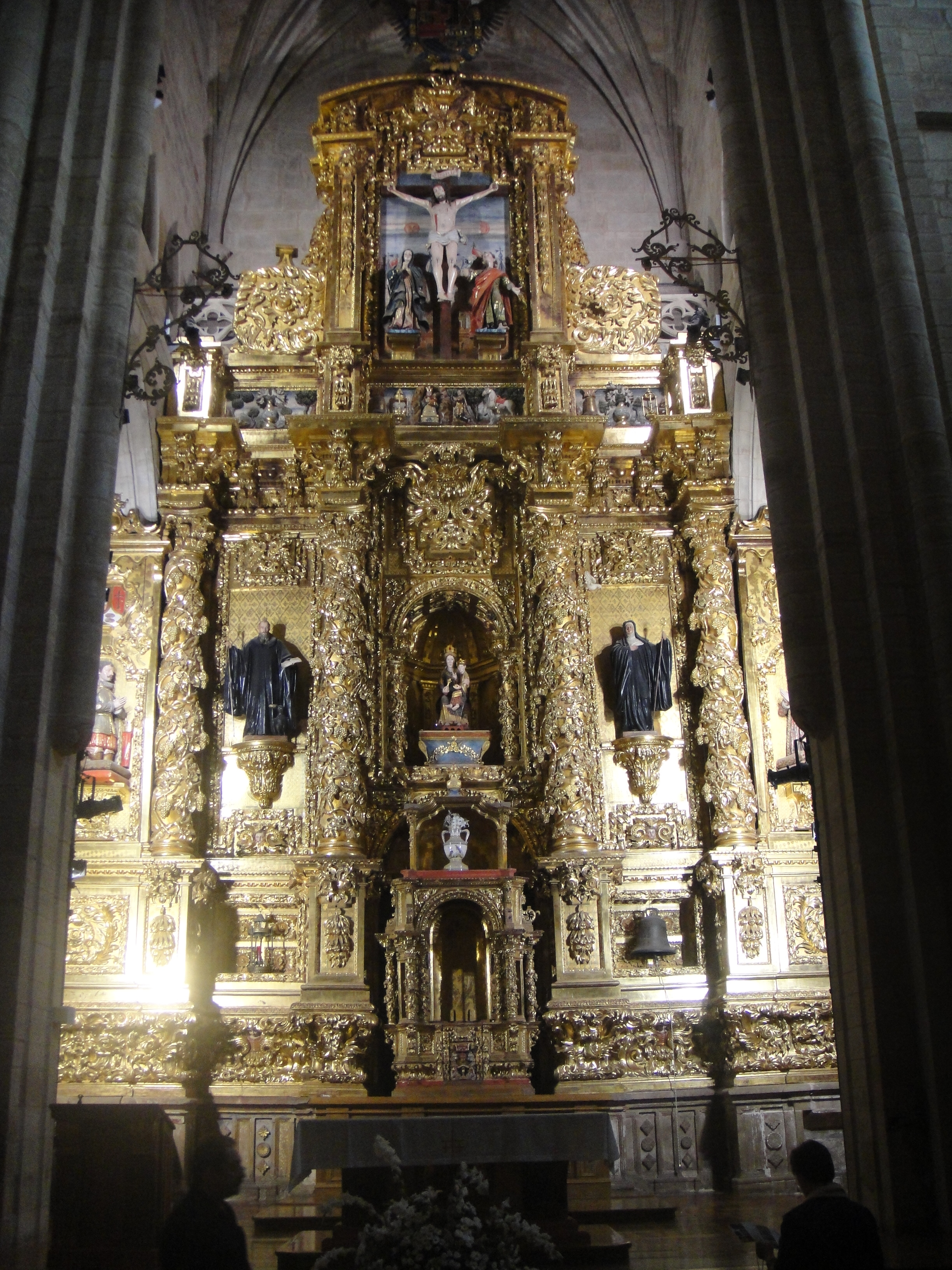
Retable.
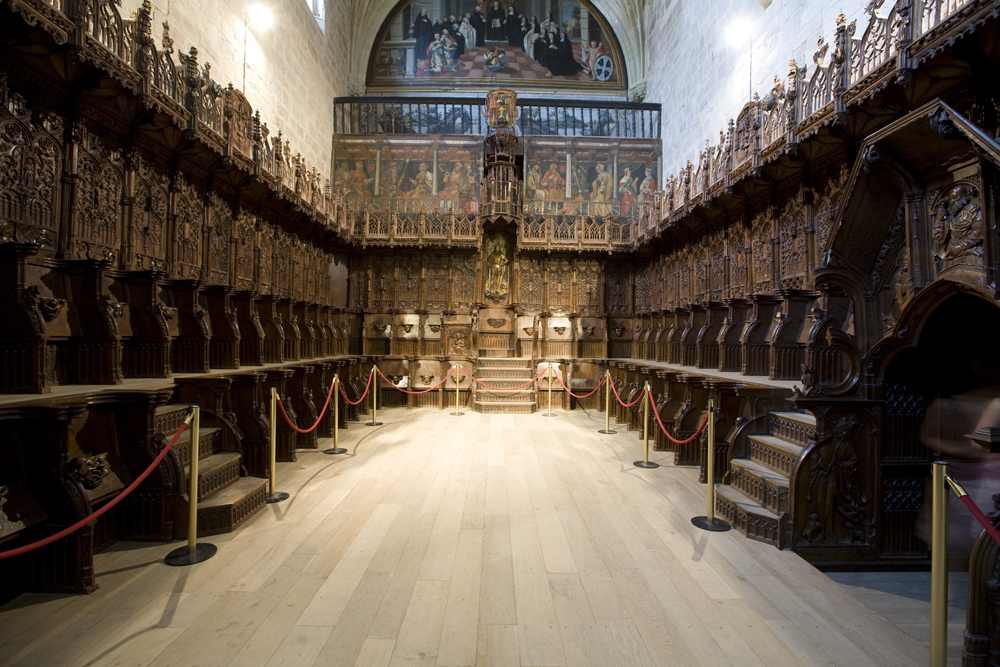
Le chœur.

## Le chœur
Le chœur a été construit entre 1490 et 1493 par les maîtres Andres (en espagnol : Andrés) et Nicolás, et il permettait d’isoler complètement les moines. La porte d'entrée est remarquable[Interprétation personnelle ?]. Les sièges, taillés en noyer, sont composés de 36 stalles, dans la partie haute et 27 dans la basse. C'est une œuvre du gothique flamboyant et, dans son type, elle est considérée comme un des maxima de ce style en Espagne par son élégance, sa légèreté et son exécution. Les statues représentent des prophètes et des personnages l'Ancien Testament et des Saints, avec des motifs d'ornements grotesques d'inspiration profane.

Sur la chaise abbatiale apparaît la figure polychrome du roi García, avec une armature dorée et un manteau bleu foncé.

## Le panthéon royal
Il se trouve sous le chœur, creusé dans la roche, c'est la grotte dans laquelle la légende situe la découverte de l'image de la Vierge par le roi García[Lequel ?]. Dans le panthéon reposent les restes de douze personnages royaux, appartenant au royaume de Nájera-Pampelune, sauf Bermude III de Leon. Il s'agit d'une œuvre sculpturale du XVIe siècle, Renaissance dans sa totalité, avec quelques détails plateresques. Il est, par conséquent, assez postérieur à l'époque où ont vécu les rois, dont les restes ont été transférés plus tard dans ces sépultures.
Dans le centre, et aux deux côtés de l'entrée on trouve les tombes des rois fondateurs, de García IV et son épouse la reine Étiennette de Foix. À droite et gauche sont placées, entre autres, les tombes des personnages suivants:
- Sanche II Abarca, roi de Navarre
- Urraca, reine de Navarre
- Bermude III de León, gendre de Sanche III, roi de Navarre
- Sanche IV le Noble, roi de Navarre
- Plaisance, reine de Navarre
- Sanche VI le Sage, roi de Navarre
- Blanche de Navarre, sœur de Sanche VI

En suivant vers le fond de la grotte, sont placées cinq autres tombes et, hors du Panthéon, quatorze autres tombes.
Dans la grotte on vénère une image assise de la Vierge de l'Alcazar en bois, de transition de romano-gothique, de la fin du XIIIe siècle ou début du XIVe.

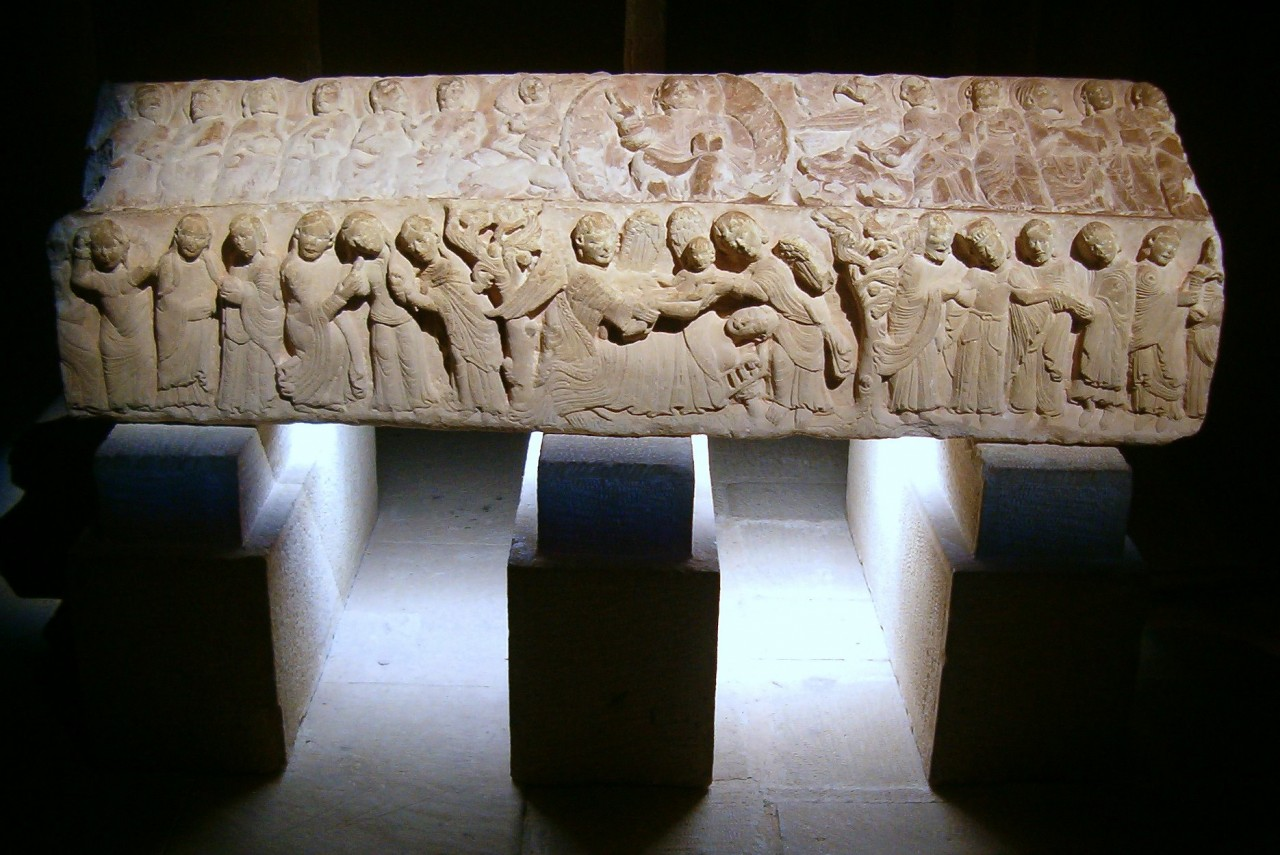
Sarcophage de Blanche de Navarre.

### Le sépulcre de Doña Blanca
Ce sépulcre de Blanche de Navarre mérite qu'on s'y arrête. La descendante du Cid mourut probablement en couches. Elle est figurée sur le sarcophage, entourée du souverain soutenu par ses serviteurs et des pleureuses. Étendue sur le lit, elle rend l'âme figurée sous la forme d'un enfant porté par les anges. Les autres faces et le couvercle représentent des scènes bibliques : Christ en majesté avec les apôtres et un chrisme, le roi Salomon, l’Épiphanie, le massacre des Innocents, et la parabole des Dix Vierges.

## El Claustro de los Caballeros

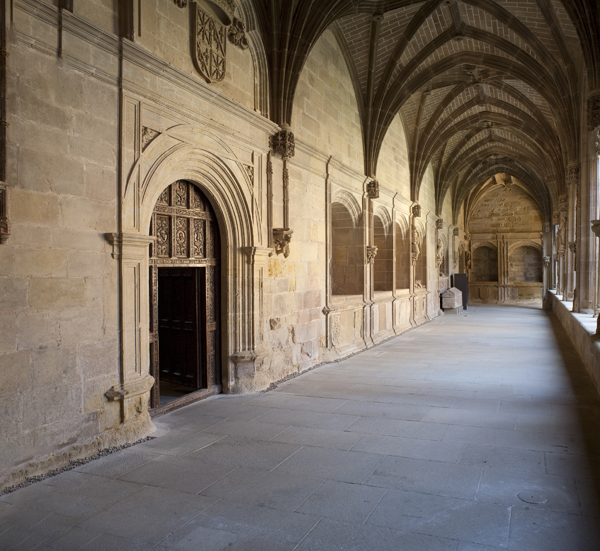
Vue d'une entrée du cloître.

Le Cloître des Chevaliers est une construction de la première moitié du XVIe siècle. Il est composé de deux plans. Dans leur ensemble les voûtes sont du gothique flamboyant et plateresque dans les percées sveltes ogivales, qui sont affirmés sur les supports Renaissance.

Le style pur Renaissance peut être observé dans les tombes murales. 

Le Cloître a historiquement été le Panthéon National de Chevaliers, étant le lieu d'enterrement des nobles les plus importants d'Espagne, d'où son nom. De ces sépultures on conserve seulement vingt tombes murales, bien que jusqu'au XIXe siècle le pavement du Cloître soit plein d'épitaphes et de blasons des personnages enterrés.

Dans la prolongation de l'aile du côté Nord du Cloître, on trouve la Chapelle de la Vera Cruz (Vraie Croix) avec les tombes de Don García Manrique de Lara, du XVIe siècle, et de Don Garcilaso de la Vega, du début du XIIIe siècle ; dans le centre, celui de Doña Mencia Lopez de Haro, reine du Portugal, du XIIIe siècle. 

Dans l'aile Sud, dans son second tronçon, est située la tombe de Don Diego López de Haro El Bueno ; à ses pieds, le sarcophage gothique, du XIIIe siècle, de son épouse Doña Toda Pérez de Azagra.
Sont aussi remarquable la Porte Plateresque, la Porte des Rois, de style gothique flamboyant, la Porte de la Lune et la Porte de Charles Quint, qui donne accès au Cloître, depuis l'Escalier Royal.

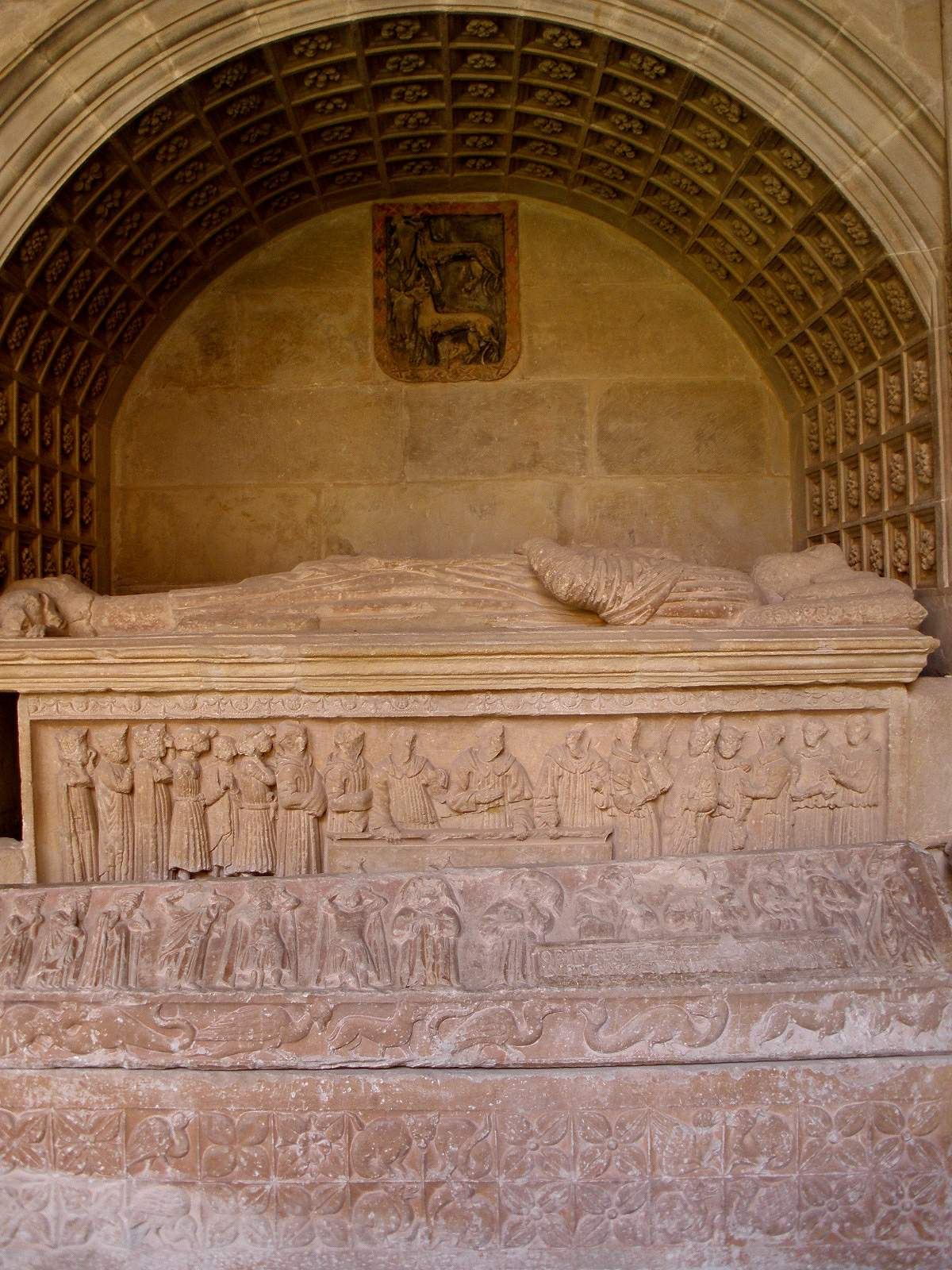
Don Diego Lopez de Haro.

### Le sépulcre de Diego de Haro
Parmi les sépulcres des chevaliers du cloître du panthéon, le plus beau est celui de Don Diego López de Haro, seigneur de Viscaye, principal lieutenant d'Alphonse VIII. On voit, sur les côtés, des moines recouvrant le cercueil, des hommes qui s'arrachent les cheveux et des femmes portant les mains à leurs yeux en pleurs.